# 횡계에서 돌아오는 저녁
《횡계에서 돌아오는 저녁》은 김현철의 3집 정규 앨범이다. 타이틀 곡인 《달의 몰락》이 KBS의 가요톱텐 3위까지 오르는 등 대중 가수로서의 김현철을 성공 가도에 올려놓았다는 평가를 받는다.

## 수록곡
- 전체 편곡: 김현철

| #            | 제목                                        | 작사·작곡      | 재생 시간 |
| ------------ | ------------------------------------------- | -------------- | --------- |
| 1.           | 〈횡계에서 돌아오는 저녁〉                  | 김현철         | 5:45      |
| 2.           | 〈우리 언제까지나〉 (Feat. 이은미)          | 김현철         | 4:13      |
| 3.           | 〈달의 몰락〉                               | 김현철         | 4:12      |
| 4.           | 〈음악은〉 (Feat. 유정연)                   | 김현철, 유정연 | 3:54      |
| 5.           | 〈언제나 그댈〉                             | 김현철         | 4:14      |
| 6.           | 〈오늘 이 밤이〉                            | 김현철         | 3:55      |
| 7.           | 〈결혼 X (이른나이 - 늦은나이) = 힘든나이〉 | 김현철         | 4:09      |
| 8.           | 〈진눈깨비〉                                | 조동진         | 5:00      |
| 9.           | 〈만남〉                                    | 김현철         | 3:44      |
| 10.          | 〈우리 언제까지나〉 (Inst.)                 |                | 4:12      |
| 11.          | 〈달의 몰락〉 (Inst.)                       |                | 4:07      |
| 총 재생 시간 | 총 재생 시간                                | 총 재생 시간   | 47:25     |